# Período refratório
PERIODO REFRATÓRIO É quando o potencial de ação estiver na fase de despolarização e ainda em boa parte da repolaridade, haverá o chamado, período refratório, na qual nenhum estímulo, independente da intensidade, será suficiente para deflagar um novo potencial de ação, isso deve-se a grande quantidade de canais de Na que estão ainda inativos pela voltagem.